# مجلس تحرير الكاميرون الجنوبي
مجلس تحرير الكاميرون الجنوبي هي حركة أمبازونية، تأسست في 31 مارس 2019، تهدف إلى توحيد جميع المجموعات الناطقة بالإنجليزية على جبهة مشتركة. اعتبارًا من أبريل 2019 أصبح المجلس يتكون من سبع حركات.

## المؤسسة
تأسس المجلس الأعلى للقضاة في المؤتمر العام لعموم جنوب الكاميرون في واشنطن العاصمة، وكان المؤتمر مفتوحًا لكل من الانفصاليين والفدراليين، وحضرته الحكومة المؤقتة لأمبازونيا، والمجلس الوطني للجنوب الكاميروني، واتحاد المجتمع الجنوبي لجنوب الكاميرون، جمهورية أمبازونيا، الحركة الشعبية لتحرير إفريقيا، وحركة استعادة استقلال الكاميرون الجنوبية.
لم يشارك مجلس إدارة أمبازونيا في المؤتمر، حيث وصف زعيمه أيابا شو لوكاس المنظمين بأنهم «عوامل غير ممكنة للنجاح».

## التاريخ
كان المجلس أحد الإجراءات الأولى لإعلان نهاية مبكرة لاستقلال بلدة فاكو، مع الإشارة إلى كيفية تأثيرها بشكل أساسي على المدنيين. ومع ذلك طعن مجلس أمبازونيا للدفاع عن النفس، والجناح المسلح للحكومة المؤقتة، في القرار مدعيًا أن المجلس الأعلى للقوات المسلحة لم يكن لديه سلطة إلغاء الإغلاق.